# 鎌田ひかり
鎌田 ひかり（かまた ひかり、1987年8月28日 - ）は、日本の女性歌手、ダンサー、モデル。群馬県前橋市出身。血液型はO型。

## [概要]
鎌田ひかりは1987年8月28日生まれで、19歳でダンサーとして紅白出演し、20歳で歌手としてデビューしました。28歳でミュージカル女優としてデビューし、31歳の時に株式会社メレアを設立しました。
2021年4月27日には女の子を出産しました。また、ヨガインストラクターの資格を持っており、RYT200の資格をハワイ留学で取得しています。芸能事務所に所属しており、起業家団体エメラルド倶楽部にも所属しています。
株式会社メレアの代表取締役である鎌田ひかりは、完全会員制、プロフェッショナルの銀座アーティストBAR（店名、住所非公開）を経営しており、従業員全員がアーティストで構成されています。
また、株式会社メレアは、人と人を繋げ、人の幸せに触れる事が大好きなため、別事業として日本最大級の結婚相談所ネットワーク「日本結婚相談所連盟（IBJ）」の正規加盟店であるAIメレア結婚相談所Ginzaを経営しています。
この結婚相談所は、人工知能を使ったマッチング機能を使用しております。

## [CD]
2022年　Album「GINZA NIGHT」iTunes全国チャート8位ランクイン（11.22発売）
2019年　INORAN「2019」(8.7発売)内3曲歌唱
「Don't You Worry」「It Ain't Easy」「Long Time Comin」
2016年　INORAN「Thank you」内1曲歌唱
「Wherever I go」
2014年　INORAN「Somewhere」内1曲歌唱
「Sakura」
2009年　「supplement～耳で効くJ-POP eLEctRo COVERs～」リリース。（2.11発売）
ヴィレッジヴァンガード独占発売のコンピレーションアルバム
2009年　Album「wish」にて全国CDデビュー。（2.11発売）
タワーレコードJ-Indiesウィークリーチャート初登場14位。
ベース演奏者はTOKIE。
Tourbillonのメンバーである葉山拓亮や
コダマセントラルステーションのコダマックス等より楽曲提供。
レッドリボン2009テーマソングの「こぼれる笑顔」は命の尊さをテーマに作詞。	こぼれる笑顔収録曲「キラキラアオ」では
実の姉もメンバーである女性ゴスペル	グループトリニティーが参加。

## [ライブ・イベント]
2018年　「ベストミュージカルライブ2018」@中目黒キンケロシアター（5.19・20）
「第69回2018さっぽろ雪まつり」
「キム・ナムホ＆鎌田ひかり　ライブ」２ステージ（2.10）
2016年　「第４回小暮人国際映画祭2016」（11.18）
グランプリ受賞映画「キセキ」歌唱
（歌：鎌田ひかり　作詞作曲：尾中謙文　編曲：金子隆博[米米CLUB]）

## [TV]
2017年　テレビ東京「ソレダメ！」（3.22）

## [受賞]
2021年　「Miss GOLFアンバサダー」（12.3）
※12.24日刊スポーツに掲載

## [舞台]
2022年7月 『イリクラ2022』 @CBGKシブゲキ!
2020年 1月 ミュージカル 『マリオネット』 ●六行会ホール"ヒロイン
2019年12月 ミュージカル 『孫悟空』 @三越劇場
2019年7-9月 ミュージカル 「アルプスの少女ハイジ』 クララ役
<全国ツアー> @三越劇場 @総社市民会館 @高砂市文化会館 @館林市文化会館ほか
2019年 5月 「~永遠の愛~阿国山三」 @博品館劇場 
2019年 4月 MUSICAL COMEDY 『Famiglia!』@三越劇場
2018年7-10月ミュージカル 「アルプスの少女ハイジ」
<全国ツアー> 劇場 @南総文化ホール　@名川町文化体育館 @多気町民文化会館 
やまぶき市総合文化ホール @川崎市民プラザ @府中の森総合センター @クレア鴻巣 @保谷こもれびホール
2018年 3月 ミュージカル 『月に歌えば』@シアターグリーン BOX in BOX THEATER
2017年10月　『ら・ら・ら・ららんど』 @六行会ホール
2017年 7月 　『スパイ大迷惑』@新宿村LIVE
2017年 6月 『ぼくんち~ソースの覚醒』 @サンモールスタジオ 
2017年 4月 『とけた涙』 @ザムザ阿佐ヶ谷
2017年 1月　『コングラッチュ・ユー（再演）』@高田馬場ラビネスト

### 2012年より第2期のアーティスト活動準備に
2012年3月、作詞作曲を手掛けた作品「Ah...」が、津の街音楽祭の全国8曲に選ばれ決勝進出。2012年3月から6月にアーティスト、シンガーとしての幅を広げるべくニューヨークに2か月留学。
アポロシアターアマチュアナイトのフリーダンスに出演。ハーレムジャパニーズクワイヤーとして桜祭りLive日本代表出演。
ソロアーティストとして精力的にライブ活動も行なう。
その後ロサンゼルスに渡り、1ヶ月間留学。Michael Jackson familyボイトレ講師のSteve氏のレッスンを受講。
2014年3月、LUNA SEAのギタリストINORANのアルバム曲「sakura」にコーラスで参加。
2014年10月31日、前橋市立木瀬中学校にて合唱コンクールゲスト出演。
2015年3月5日、新宿ATTICにてワンマンライブ。
2015年8月、雲峰あきら「杖」のミュージックビデオにヒロイン役で出演。
2015年8月30日、フジテレビ本社屋、夢大陸マイナビステージにてお台場夢大陸ドリームメガナツマツリ ライブ出演。
2015年10月31日、日本体育大学健志台キャンパスにて学園祭ライブ出演。
2015年10月25日、東京家政大学看護学科 学園祭ライブ出演。
数々のライブ出演をしている。

### 2009年に歌手デビュー、アーティスト活動スタート
2009年、音楽事務所に所属。2009年2月11日ミニアルバム「wish」にて全国CDデビュー。タワーレコードJ-Indiesウィークリーチャート初登場14位。ベース演奏者はTOKIE。
Tourbillonのメンバーである葉山拓亮やコダマセントラルステーションのコダマックス等より楽曲提供。
レッドリボン2009テーマソングの「こぼれる笑顔」は命の尊さをテーマに作詞。こぼれる笑顔収録曲「キラキラアオ」では実の姉もメンバーである女性ゴスペルグループトリニティーが参加。
同日2009年2月11日、ヴィレッジヴァンガード独占発売の「supplement～耳で効くJ-POP eLEctRo COVERs～」にシンガーとして2曲のカバー曲で参加。
- 愛しさとせつなさと心強さと
- CHE.R.RY

ライブハウス出演の他にも渋谷、新宿、池袋、高崎、前橋にてストリートライブを重ね、伊勢崎earthにてワンマンLIVEを開催。300人を動員した。
楽天イーグルスの本拠地Koboスタ宮城にて、観衆2万2000人の前にて君が代を3年連続で独唱する。
TOKYO MX TV「Indies A-Go-Go」に出演。
FM TARO、TOKYO FM、かつしかFM、有線放送、FM群馬、ラジオ高崎、いせさきFM、FM桐生等、多数のラジオ番組にも出演する。
FM TAROでは2010年4月1日より1年間、レギュラー番組「鎌田ひかりの☆キラキラステーション」に出演。、また、TOKYO FMにて生放送LIVE出演。
また、雑誌等モデルとしても多数活躍。
2007年に『S kawaii』、2008年8月に『BLENDA』、『Dance style』、2008年6月に富士フイルムデジタルカメラ新商品モデル(都内ビックカメラ全店舗)、2010年にフリーペーパー『＆one』レギュラー連載、『上毛新聞』、『numero』、『モテコ』。2009年4月2日から5月2日まで、ヨドび時報（ヨドバシカメラビジョン秋葉原店.大阪梅田店）。

### 2006年 - 2008年 ダンサー時代
2006年に上京。avex artist academyにてボーカル、ダンス、作詞を学ぶ。ダンサーとしてテレビをはじめとする数々の映像作品に出演。
2007年12月31日、『NHK紅白歌合戦』mihimaruGT。
2008年01月02日、フジテレビ『お笑い家族対抗歌合戦』。
2008年01月09日、club Prince『パーティー野郎!!』PV出演。
2008年05月23日、music station (Flo Rida)。
2008年06月10日、松平健「星空のハネムーン」。
AAAシングル「BEYOND〜カラダノカナタ」生徒役。

## 人物
4人兄弟の末っ子。共愛学園に入学したが歌手になるため定時制高校に編入し、アルバイト3つ掛け持ちして卒業後上京。背が小さい。150cm。その割にはお酒が強い。とにかく明るい。独身。高音が得意。好きな色オレンジ。心臓が弱くて映画やアトラクションが苦手。好きな人はブルーノマーズ。A型として育ってきたが27歳のときO型だと判明。音楽に出会ってなかったら保母さんになりたかったと言うくらい大の子供好き。元earthの瀬戸山清香と仲が良い。

### 趣味・嗜好
捨てられていた猫兄弟を2匹飼っている。3歳のミルクとクルミ。趣味は登山(富士山は6回山頂)、ゴルフ、人との交流、食べ歩き。
ヨガインストラクターの資格を持っている。前職はキッズゴスペル講師、ボイトレ講師。資格はスキューバダイビング。カラオケDAM精密採点、最高98点。

## 出演したYouTube
- 松浦航大が店員のフリして緊急参戦でまさかの展開に!!【後編】(クリスタル ケイ )
- あの路上LIVEの2人とカラオケ採点対決!!まさかの結果に•••(クリスタル ケイ )
- 【Twitterで450万再生！】路上ライブで本人登場したら衝撃の結果に...!? (クリスタル ケイ )
- 歌手が働くバーに行ったらカラオケバトル挑まれたw 松浦航大【本気のオフ】
- バーの店員が歌うますぎたのでコラボしたら相性良すぎた！w 松浦航大【本気のオフ】